# ليو أبوستل
ليو أبوستل (1925 - 1995م)، هو فيلسوف بلجيكي من فلاندر، وهو واحد من الرموز الثقافية والفكرية الأوروبية.
ولد أبو ستل يوم 4 سبتمبر 1925 بمدينة أنتويرب عاصمة الإقليم الفلامندي، وعُد أحد العقول المنفتحة بين مثقفي جيله، وقام بالتدريس في جامعات بلجيكا، حيث تولى عمادة كلية الفلسفة، وأسهم بسخاء في الحياة الثقافية والفكرية في بلاده، وتناولت أعماله مجالات متنوعة، منها فلسفة الحديث، ونظرية المعرفة، وتكوين نظرية الحوار. 
كتب أبوستيل حوالي 20 كتابًا، وتوفي بمدينة غنت يوم 10 أغسطس 1995.

## من مؤلفاته
- الفلسفة الأفريقية: أسطورة أم حقيقة؟